# Filá
Filá é um chapéu semelhante a um camelauco, porém bem mais baixo que este (cerca de um terço da altura deste) e com modelagem que imita a secção da cabeça, de modo a vesti-la melhor. De origem iorubá, é utilizado por alguns médiuns da umbanda e do candomblé, ou como acessório de moda e expressão da individualidade e liberdade de opinião de grupos que surgem nas grandes cidades brasileiras.